# Burmistrzowie Kętrzyna
Burmistrzowie Kętrzyna
Miasto Kętrzyn, pierwotnie niem. Rastenburg, pol. Rastembork (w polskiej literaturze i nazwa obowiązująca w latach 1945–1946) miało następujących burmistrzów, lub ich odpowiedników:

## Znani burmistrzowie w latach1357–1944

### W państwie krzyżackim
W czasie gdy miasto znajdowało się na terenie państwa krzyżackiego burmistrzowie w znacznym stopniu uzależnieni byli od prokuratorów kętrzyńskich.
- Henryk Padeluche (zasadźca) – 1357
- D. Wetz – 1376
- Hermann Bardin – 1402, 1410
- Hans Prange – 1425
- Nicol. Lenkener – 1426–1430
- Peter Gumman – 1431–1437
- Nicol. Lenkener – 1438, 1446
- Johannes Nyvorgalt – 1448–1451
- Melchior Czimmermann – 1451, 1465

### W Prusach Zakonnych
Po pokoju toruńskim w 1466 Prusy Zakonne były formalnie lennem Rzeczypospolitej. W 1497 wielki mistrz krzyżacki Johann von Tieffen na wezwanie króla Jana Olbrachta miał brać udział w wojnie z Turcją. Oddział wielkiego mistrza podążał z Królewca przez Kętrzyn, Szczytno, Wielbark... (W późniejszych czasach była to trasa poczty konnej z Królewca do Warszawy.) Z Kętrzyna wraz z oddziałem Tieffena podążył wóz transportowy z 4 zbrojnymi pachołkami. Ekipa z Kętrzyna dotarła do Lwowa.
- Thomas Neumarkt – 1480
- Martin Colmann – 1488
- Jacob Kynast – 1500
- Tewes Werner – 1511

### W Prusach Książęcych
Po sekularyzacji zakonu krzyżackiego miasto znalazło się na terenie Prus Książęcych. Z tego okresu znana jest petycja do Władysława IV, którą podpisać musiał któryś z burmistrzów. (Petycja dotyczyła rozstrzygnięcia sporu cechu browarników z producentami piwa poza granicami miasta.)
- Jacob Waldau – 1551
- Thomas Grund – 1582
- Lorenz Dörffer – 1583
- Gregor Waldau – 1587
- Heinr. Weidenhammer – 1589, 1591
- Friedr. Kretschmann – 1595
- Simon Dörffer – 1597, 1599
- Thomas Hauenstein – 1618
- Martin Köper – 1621
- Friedr. Spiller – 1625
- Martin Köper – 1628, 1630
- Johann Kopeke – 1638
- ..... Hampus – 1649
- Georg Heiligendörffer – 1655–1667

### W czasach elektorskich i Królestwa Pruskiego
- C. Hampus – 1671
- Johann Rhode – 1673, 1675
- Christoph Roland – 1681
- Heinr. Balth. Billich (aptekarz) – 1684–1710
- Melchior Hippel – 1710–1723
- Heinr. Bernh. Hűbner (dr medycyny) – 1723–1755
- .... Hippel – 1759
- .... Ohm (lekarz) – 1759–1789
- .... v. Natzmar – 1789–1802
- Friedr. Montzig – 1802–1805
- Joh. Friedr. Grajewski – 1806–1808
- .... Hintz – 1808–1811
- Friedr. Sommer – 1812–1813
- Daniel Wiedenhoff – 1813–1825
- Ernst Presting – 1825–1843
- .... Skrodzki – 1845–1863
- Adolf Schimmelpfennig – 1863–1875

### W Cesarstwie Niemieckim
- Julius Jeglinski – 1875–1879
- Feodor Wiewiorowski – 1879
- Wilhelm Pieper – 1897
- .... Hartwig – 1916

### W latach1918–1944
- Otto Schrock – 1921
- .... Dähn – 1933, 1934
- .... Lemke – 1937–1944

## Burmistrzowie i ich odpowiednicy w latach1945–1990
Po zajęciu Kętrzyna przez Armię Czerwoną 27 stycznia 1945 r. komendant miasta na burmistrza wyznaczył Henryka Hartmanna. Do obowiązków Hartmanna należało m.in. wyznaczanie pracowników do „robót publicznych”, polegających na demontażu urządzeń technicznych z zakładów przemysłowych i szyn z niektórych pobliskich linii kolejowych, które wywożono do ZSRR. W maju 1945, gdy pojawiła się polska administracja powiatowa na burmistrza wyznaczono nauczyciela Mariana Pietraszko. Był to jednak bardzo krótki epizod w jego życiorysie. Pietraszko zajął się organizowaniem Liceum im. Wojciecha Kętrzyńskiego. Hartmann swoją funkcję pełnił jeszcze w 1946 r., wynika to m.in. z donosów na niego w aktach UB znajdujących się w zbiorach IPN. Pierwszym burmistrzem z wyboru 19 listopada 1947 był Aleksander Migdał (wcześniej powołany na burmistrza 9 kwietnia 1947). Od 1950 r. odpowiednikami burmistrzów byli przewodniczący Prezydium Miejskiej Rady Narodowej (MRN), a później naczelnicy miasta.
- Henryk Hartmann – 1945–1946
- Kazimierz Stypa – 1946–1947
- Aleksander Migdał – 1947–1948
- Mikołaj Wierzba – 1948–1949
- Julian Bilicki (przew. Prezydium MRN) – 1950
- Stanisław Jeleń (przew. Prezydium MRN)
- Edward Kostrzewa (przew. Prezydium MRN) – 1952
- Jan Szydłowski (przew. Prezydium MRN) – 1953–1954
- Władysław Woronowicz (przew. Prezydium MRN) – 1955–1972
- Edmund Bladowski (naczelnik) – 1973–1975
- Józef Wiktorko (naczelnik) – 1976–1989
- Janusz Bogusław Kotarski (naczelnik) – 1989–1990

## Burmistrzowie od 1990
- 1990 – 1994 – Andrzej Stefan Sobczak
- 1994 – 1998 – Krzysztof Wiesław Hećman
- 1998 – 2002 – Tadeusz Mordasiewicz
- 2002 – 2006, 2006–2007 – Krzysztof Wiesław Hećman
- 27 stycznia – 8 marca 2007 – Regina Tołkowicz (sekretarz miasta) – osoba pełniąca funkcję organu gminy
- 8 marca – 8 czerwca 2007 – Grzegorz Prokop (komisarz) – osoba pełniąca funkcję organu gminy
- 2007 – 2018 – Krzysztof Wiesław Hećman
- 2018 – 2024 – Ryszard Henryk Niedziółka
- Od 2024 – Karol Lizurej[1]